# 1993 VT2
1993 VT2 är en asteroid i huvudbältet som upptäcktes den 7 november 1993 av den australiensiske astronomen Robert H. McNaught vid Siding Spring-observatoriet.
Asteroiden har en diameter på ungefär 5 kilometer.